# Полубенский, Аристарх Дмитриевич
Аристарх Дмитриевич Полубенский (1831—1868) — российский врач.

## Биография
Родился 15 мая 1831 года. Образование получил в Тверской духовной семинарии и на медицинском факультете Московского университета.
В 1855 году был выпущен лекарем в Архангельский военный госпиталь; в следующем году служил в Кишинёвском военном госпитале и был переведён в 3-й учебный стрелковый полк.
В 1858 году Полубенский перешёл в Ярославское военное училище, в 1863 году — в Ярославский резервный артиллерийский полк, в 1865 году — ординатором в Ярославскую губернскую земскую больницу. Один из организаторов Волжской лечебницы Общества ярославских врачей в 1861 году.
Умер 21 мая 1868 года.

## Сочинения
Полубенский напечатал:
- О лечении кумысом в Ярославле // Ярославские губернские ведомости. 1864 г., № 14, 1865 г., № 12 и 1866 г, № 21.
- О кумысе — lac fermentatum, vinum lactis // Военно-медицинский журнал, 1865 г., ч. 96, VI, 1—35 и 41—60.

Оценка его работ о кумысе Ярославским обществом врачей:
Аристарх Дмитриевич Полубенский привёл все имеющиеся заметки относительно приготовления, свойств кумыса и влиянии его на болезни в то единство, которым пользуется всякое другое фармацевтическое средство, — он сообщил точный химический анализ кумыса, проверяя свойства и действие его на самом себе и на других больных, имев случай производить эти наблюдения в течение трёх лет над 200 больными.

На такой учёный труд Полубенского в своё время было обращено должное внимание, а на его трактат о кумысе можно нередко встретить ссылки во многих учёных статьях, например, в руководствах фармакологии.